# ダンナ・パオラ
 ダナ・パオラ・リベラ・ムングイア（1995年6月23日、メキシコシティ）2は、メキシコの女優、歌手、モデル、ソングライターです。 彼女は子役女優および歌手として人気を博し、幼少期および青年期を通じて数十のテレビプロジェクトに出演しました。

## 芸術的経歴
ダナパオラはメキシコのメキシコシティで生まれ育つ。 彼女はパトリシアムンギアとフアン・ホセ・リベラArellano、グルポCICLONと元歌手ロス・Caminantesの娘である。 彼女の両親は幼少期に離婚した。彼女には姉のバニアがいます。
音楽では、彼は6歳で最初のデビューアルバム「マイブルーバルーン」をリリースし、その後、ノエルシャジリスとのデュエットでシングル「Not True」を発表しました。9ダナパオラはブロードウェイから「ラテンプライド」として評価されました。 アメリカとラテンアメリカの地元の人や見知らぬ人を驚かせたその信じられないほどの範囲と声の能力のために。 2020年5月、彼女はデジタルプラットフォームでシングル「Sola」のミュージックビデオをリリースしました。これは、Samsung Galaxy S20スマートフォンで記録され、このフォーマットで記録されたラテンアーティストの最初のビデオになりました。